# 金色摩天輪
《金色摩天輪》（英語：The Golden Ferris Wheel）是一部三立台灣台八點檔連續劇，接檔《台灣龍捲風》，自2005年6月22日起至2006年8月16日播畢，全劇共播出301集。

## 播出時間
- 三立台灣台：2005年6月22日起，週一至週五晚間20:00－21:40首播，已在2006年8月16日播畢。
- 2006年1月30日－2006年3月31日播出時間為20:00－21:30。
- 新傳媒8頻道：2011年1月20日起，週一至週五晚間23:00－00:00首播，已在2012年8月7日播畢。（國語配音）
- ntv7：2012年9月6日起，週一至週五下午16:30－17:30首播。

## 演员名單
- 江宏恩飾沈正鴻/陳正鴻
- 林韋君飾唐佩珊/林佩珊
- 林健寰飾陳明章/沈明章
- 方馨飾林佳慧
- 江國賓飾唐世賢
- 苗可麗飾古美倫
- 王耿豪飾趙金寶/龐天霖
- 伊正飾周國輝
- 王惠五飾沈再添
- 劉美玲飾張麗雲
- 連靜雯飾林安琪
- 李燕飾沈亮君
- 賀軍政飾陳金順
- 李蕙瑛飾趙錦鳳
- 王豪飾唐盛昌
- 星卉飾陳樺
- 孟庭麗飾周秀蓮
- 陳霆飾陳聰
- 馬如風飾林金龍
- 林佑星飾林崇文
- 玉尚飾蘇朝來
- 侯怡君飾蘇艷秋
- 范鴻軒飾朱冠中
- 楚宣飾朱珊妮
- 蘇炳憲飾朱榮祺
- 王中皇飾趙坤成
- 王滿嬌飾楊麗珠
- 戴士堯飾趙金虎
- 楊少文飾韓國榮
- 安苡葳飾韓葳葳
- 傅天穎飾錢淑惠
- 王羿婷飾周婷婷
- 謝一良飾何永明
- 林珮君飾陳美娟
- 秋乃華飾張惠君
- 林秀玲飾洪淑美
- 方岑飾林秀玉
- 康丁飾陳興旺
- 陳文山飾陳東山
- 朱陸豪飾局長
- 尹昭德飾天明
- 劉明仁飾柴頭
- 翁國豪飾陳教官
- 李飛飾洪醫師
- 林可唯飾廖佩琪
- 翁家明飾王明峰
- 陳子強飾孫遠志
- 何豪傑飾何文雄
- 黃雨欣飾妮可
- 岳庭飾許心蘭
- 林文鈞飾黃宗仁
- 張倩飾周明玉
- 黃建群飾高醫師
- 范瑞君飾鄭桂芬
- 陳誼飾何雪
- 何奕東飾劉天喜
- 歡歡飾歐靜茹
- 劉光遠飾劉孝呆
- 向語潔飾孫凱莉
- 陳玉玫飾李淑芳
- 朱進新飾汪來福
- 江俊翰飾陳少文
- 高明偉飾蔡耀堂
- 蔡阿炮飾吳大成
- 嚴常銘飾阿遙
- 呂丞翔飾李阿泰
- 陳怡真飾艾咪
- 江中飾周鐵牛
- 陳博正飾排骨
- 許哲銘飾羅彥儒
- 李秉樺飾張醫師
- 王琦飾楊麗華
- 雷峰飾陳議員
- 何冠穎飾王阿土
- 丁力祺飾高建雲
- 羅巧倫飾方玉玲
- 聶秉賢飾王台興
- 陳清達飾赤龍
- 陳光前飾陸斗
- 何曼寧飾莉莉
- 邢宇凌飾江麗婷
- 苗真飾COCO
- 章永華飾龐天賜
- 劉亮佐飾瓦歷斯
- 張淯茜飾瑪雅
- 陳萬號飾阿義
- 張佑鳴飾銀行家
- 劉德凱飾許桑

## 主題曲

### 片頭曲
1. 相逢（2005年6月22日-2005年7月29日）
作詞：巴布，作曲：蕭蔓萱，主唱：高向鵬、方瑞娥
2. 粉紅色腰帶（2005年8月1日-2005年8月31日）
詞曲：郭之儀，主唱：蔡秋鳳
3. 相逢（2005年9月1日-2005年9月30日）
作詞：巴布，作曲：蕭蔓萱，主唱：高向鵬、方瑞娥
4. 男人淚（2005年10月3日-2005年10月31日）
詞曲：吳梵，主唱：王識賢
5. 綿綿舊情（2005年11月1日-2005年11月30日）
作詞：沈建福，作曲：南雅人，主唱：林姍
6. 你是阮的溫泉（2005年12月1日-2005年12月30日）
詞曲：漁人、蕭奴，主唱：孫淑媚、王識賢
7. 等你（2006年1月3日-2006年1月31日）
詞曲：張燕清，主唱：龍千玉
8. 風過雨無停（2006年2月1日-2006年3月10日）
詞曲：郭之儀，主唱：秀蘭瑪雅
9. 美麗的錯誤（2006年3月13日-2006年3月31日）
詞曲：洪世峰，主唱：龍千玉、蔡小虎
10. 情深似海（2006年4月3日-2006年4月28日）
詞曲：郭之儀，主唱：陳雷、孫淑媚
11. 美麗的錯誤（2006年5月1日-2006年5月31日）
詞曲：洪世峰，主唱：龍千玉、蔡小虎
12. 因為你（2006年6月1日-2006年6月7日）
詞曲：林東霖、何陽，主唱：謝金燕
13. 永遠的期待（2006年6月8日-2006年6月30日）
作詞：吳梵，作曲：林東霖，主唱：謝金燕、王識賢
14. 人生啊人生（2006年7月3日-2006年7月31日）
作詞：巴布，作曲：蕭蔓萱，主唱：袁小迪
15. 請你保重（2006年8月1日-2006年8月16日）
作詞：朱立勳，作曲：林東松，主唱：施文彬、秀蘭瑪雅

### 插曲
1. 爸爸親像山
作詞：吳念真，作曲：吳嘉祥，主唱：江宏恩，原唱：楊宗憲
2. 來去夏威夷
作詞：金之助，作曲：伍佰，主唱：何冠穎、陳光前，原唱：金門王、李炳輝
3. 花若離枝
作詞：蔡振南，作曲：陳小霞，主唱：方馨，編曲：林慧玲、江孝文，原唱：蘇芮

### 片尾曲
1. 練舞功（2005年6月22日-2005年7月29日）
作詞：吳梵，作曲：Tonny，主唱：謝金燕
2. 相逢（2005年8月1日-2005年8月31日）
作詞：巴布，作曲：蕭蔓萱，主唱：高向鵬、方瑞娥
3. 斷情歌（2005年9月1日-2005年9月30日）
詞曲：吳梵，主唱：王識賢
4. 綿綿舊情（2005年10月3日-2005年10月31日）
作詞：沈建福，作曲：南雅人，主唱：林姍
5. 為你夢為你等（2005年11月1日-2005年11月30日）
詞曲：郭之儀，主唱：孫淑媚
6. 等你（2005年12月1日-2005年12月30日）
詞曲：張燕清，主唱：龍千玉
7. 風過雨無停（2006年1月3日-2006年1月31日）
詞曲：郭之儀，主唱：秀蘭瑪雅
8. 等你（2006年2月1日-2006年2月3日）
詞曲：張燕清，主唱：龍千玉
9. 美麗的錯誤（2006年2月6日-2006年3月10日）
詞曲：洪世峰，主唱：龍千玉、蔡小虎
10. 人在江湖（2006年3月13日-2006年3月24日）
詞曲：郭政和，主唱：陳雷
11. 情深似海（2006年3月27日-2006年3月31日）
詞曲：郭之儀，主唱：陳雷、孫淑媚
12. 美麗的錯誤（2006年4月3日-2006年4月28日）
詞曲：洪世峰，主唱：龍千玉、蔡小虎
13. 無情的人（2006年5月1日-2006年5月31日）
詞曲：吳梵、高以德，主唱：蔡秋鳳、陳中
14. 今生最愛的人（2006年6月1日-2006年6月30日） 
詞曲：張錦華，主唱：蔡小虎
15. 月娘光光（2006年7月3日-2006年7月14日） 
詞曲：洪玲，主唱：洪玲
16. 請你保重（2006年7月17日-2006年7月31日）
作詞：朱立勳，作曲：林東松，主唱：施文彬、秀蘭瑪雅
17. 人生啊人生（2006年8月1日-2006年8月16日）
作詞：巴布，作曲：蕭蔓萱，主唱：袁小迪

### 金曲
1. 一世情（2005年12月19日-2006年3月17日）
詞曲：盧俊毓，主唱：王建傑、劉依純
2. 愛ㄟ舞伴（2006年3月20日-2006年3月31日）
詞曲：黃玉梅，主唱：于台煙
3. 美麗的人生（2006年4月3日-2006年5月12日）
詞曲：盧和生，主唱：于台煙、王燦
4. 冷冷的相思（2006年5月15日-2006年7月11日）
詞曲：林東霖、何陽，主唱：蔡秋鳳
5. 愛你親像我（2006年7月12日-2006年8月16日）
詞曲：郭之儀，主唱：袁小迪、楊依婷

## 外部連結
- 肥皂劇
- 三立台灣台《金色摩天輪》官方網站
- TVBS-ASIA《金色摩天輪》官方網站 （页面存档备份，存于）
- 新加坡《金色摩天輪》官方網站

## 电视节目的变迁
| 三立台灣台 星期一~五20:00 - 21:40           | 三立台灣台 星期一~五20:00 - 21:40           | 三立台灣台 星期一~五20:00 - 21:40 |
| ------------------------------------------- | ------------------------------------------- | --------------------------------- |
|                                             | 金色摩天輪 （2005年6月22日－2006年8月16日） |                                   |
| 台灣龍捲風 （2004年2月24日－2005年6月22日） | 天下第一味 （2006年8月16日－2007年9月19日） |                                   |

| 新传媒电视8频道 星期一~五23:00 - 00:00       | 新传媒电视8频道 星期一~五23:00 - 00:00        | 新传媒电视8频道 星期一~五23:00 - 00:00 |
| -------------------------------------------- | --------------------------------------------- | -------------------------------------- |
|                                              | 金色摩天輪 （2011年1月20日－2012年8月7日） PG |                                        |
| 台灣龍捲風 （2009年10月26日－2011年1月19日） | 大老婆的反击 （2012年8月8日－2013年2月21日）  |                                        |

| 三立國際台 星期一~五20:00 - 21:30            | 三立國際台 星期一~五20:00 - 21:30          | 三立國際台 星期一~五20:00 - 21:30 |
| -------------------------------------------- | ------------------------------------------ | --------------------------------- |
|                                              | 金色摩天輪 （2008年2月11日－2009年4月7日） |                                   |
| 台灣龍捲風 （2006年10月16日－2008年2月11日） | 天下第一味 （2009年4月7日－2010年5月12日） |                                   |